# Élection du Conseil de sécurité des Nations unies de janvier 1946

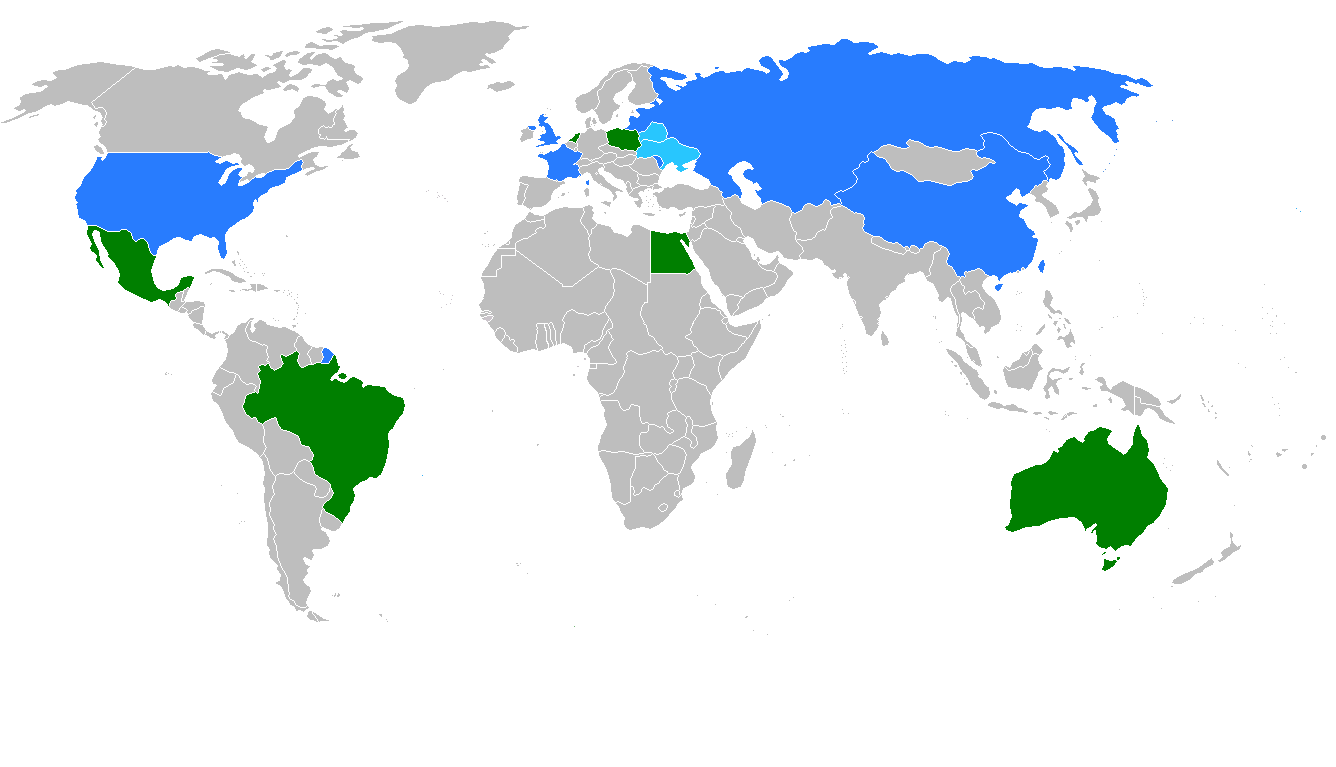
Carte du Conseil de sécurité des Nations Unies à l'issue des élections de 1946.

Les premières élections au Conseil de sécurité de l'ONU ont eu lieu 12 janvier 1946 lors d'une Assemblée générale des Nations unies au Westminster Central Hall de Westminster à Londres au Royaume-Uni. Six membres non permanents du Conseil de sécurité de l'ONU ont été choisis à travers ces élections. Au total, il y avait 18 candidats pour ces six sièges. 
Ces nouveaux non-permanents du Conseil de sécurité de l'ONU ont été élus pour deux ans. Ce sont l'Australie, le Brésil, l'Égypte, le Mexique, les Pays-Bas et la Pologne.